# William Crowninshield Endicott
William Crowninshield Endicott (16 tháng 11 năm 1826 - 6 tháng 5 năm 1900) là một chính trị gia người Mỹ và Bộ trưởng Chiến tranh Hoa Kỳ thứ 36, trong chính quyền đầu tiên của Tổng thống Grover Cleveland. Ông thuộc đảng Dân chủ.
Endicott được sinh ra tại Salem, bang Massachusetts, ông là con trai của William Putnam Endicott và Mary (Crowninshield) Endicott. Ông nhập học tại Trường Đại học Harvard năm 1847 và tham dự trường Luật Harvard. Ông kết hôn với Ellen Peabody, họ có hai người con, tên là Mary Crowninshield Endicott và William Crowninshield Endicott Jr. Ngày 5 tháng 3 năm 1885, ông được tổng thống Grover Cleveland bổ nhiệm làm Bộ trưởng Chiến tranh Hoa Kỳ thứ 36 cho đến ngày 5 tháng 3 năm 1889.
Endicott qua đời tại Boston, Massachusetts ở tuổi gần 74 vào ngày 6 tháng 5 năm 1900, và được chôn cất với vợ ở Endicott (1554) tại Harmony Grove, Nghĩa trang ở Salem.

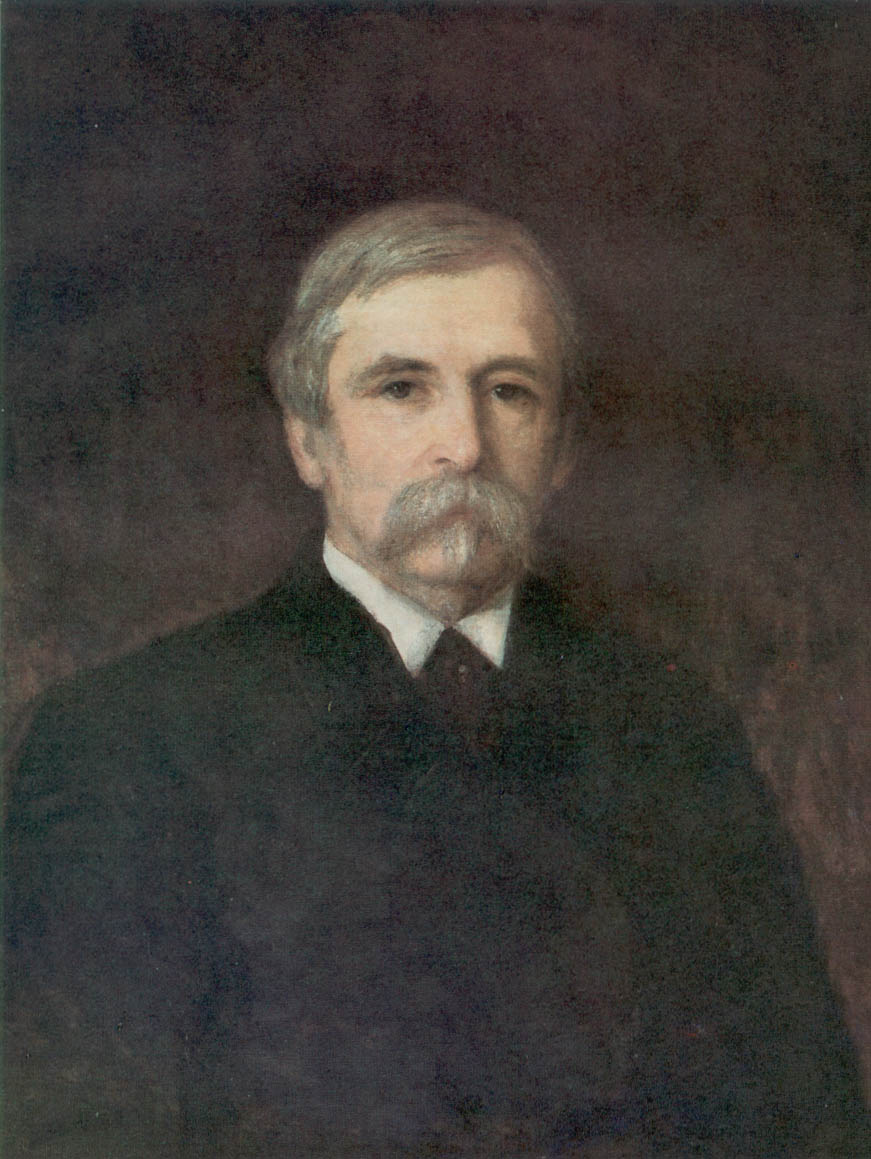
William Crowninshield Endicott (tranh vẽ)